# Кебаб

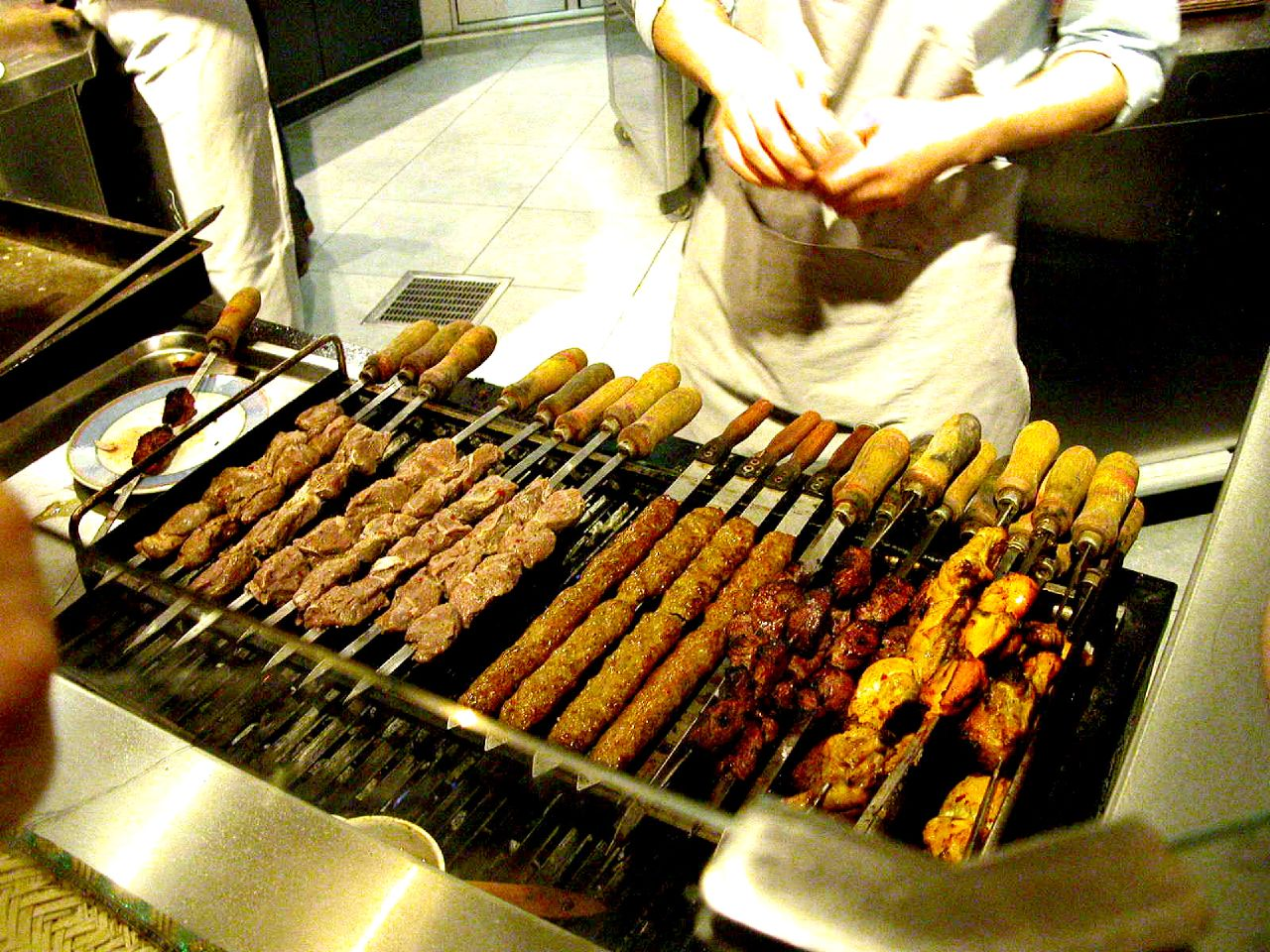
Види кебабів на грилі

Кеба́б (від перс. کباب‎ (kabâb) — «смажене м'ясо») — загальне найменування популярних у країнах Близького Сходу, Південного Кавказу і Центральної Азії страв зі смаженого м'яса.
У країнах колишнього Радянського Союзу дуже поширеним був люля́-кеба́б — східна страва у вигляді довгастої котлети, обсмаженої на шампурі. Готується з баранини, перемеленої із цибулею. Подається з лавашем чи завертається в нього.
В англомовних країнах кебабом прийнято називати шиш-кебаб (шашлик), який подається на шампурі, або дюнер-кебаб (шаурма) — м'ясну стружку з листкового м'яса, що обсмажується на вертикальному ріжні. На Близькому Сході різновидів кебаба значно більше: смажений кебаб, кебаб на грилі, страви з тушкованих шматочків м'яса різного розміру та навіть фаршу; кебаб подається в глибоких та мілких тарілках, а також у вигляді сендвічів.

## Різновиди і приготування
Традиційно для кебаба використовується баранина, але, залежно від місцевих традицій і звичаїв, це може також бути яловичина, козлятина, курятина чи свинина; риба та морепродукти; основою для вегетаріанського кебаба слугують тофу і фалафель. Зараз кебаб став частиною повсякденної кухні в багатьох країнах світу. Кебабом також називають страви з тушкованого м'яса, наприклад, тас-кебаб (bowl kebab). У Єгипті хала-кебабом називають страву з тушкованої з цибулею яловичини.

### Найвідоміші види
- Донер-кебаб у турків (шаурма в арабів, гірос (gyros) у греків)
- Шиш-кебаб (шашлик; хоровац у вірмен, сувлакі у греків, сате в індонезійців тощо)
- Люля-кебаб
- к'ебапі (чевапчичі)
- Тава-кябаб
- Зиринчлі-кебаб
- Адана-кебаб
- Бейті-кебаб[en]
- Чаг-кебаб[en]
- Іскендер кебаб
- Джудже-кебаб
- Кебаб кубіде
- Чаплі-кебаб[en]
- Сикх-кебаб[en]
- Тандир кавап